# Stig Knutson
Stig Erik Knutson, född 17 september 1907 i Härnösands församling i Västernorrlands län, död 20 april 1999 i Engelbrekts församling i Stockholm, var en svensk militär.

## Biografi
Knutson avlade studentexamen vid Högre allmänna läroverket å Södermalm i Stockholm 1926. Han avlade officersexamen vid Krigsskolan 1929 och utnämndes samma år till fänrik i fortifikationen. Han gick Allmänna fortifikationskursen vid Artilleri- och ingenjörhögskolan (AIHS) 1930–1932 och Högre fortifikationskursen där 1932–1934, varefter han i slutet av 1930-talet tidvis var repetitör vid skolan. Han befordrades till löjtnant i ingenjörtrupperna 1937, varpå han 1938 idkade specialstudier i byggnadsstatistik vid Tekniska högskolan i Stockholm. Han tjänstgjorde med fortifikation samt väg- och vattenbyggnad i Finlands armé under 1939. År 1940 befordrades han till kapten i ingenjörtrupperna och han var lärare i förbindelselära och hållfasthetslära vid AIHS 1941–1946 samt adjutant hos chefen för Väg- och vattenbyggnadskåren (Ernst Lindh) 1942–1945.
I en nekrolog berättas att hans lärarverksamhet vid AIHS under beredskapen ”innebar å andra sidan inte, att han var bunden vid katedern. Skolans personal medverkade i planläggning av olika slag. Till de uppgifter som Stig Knutson blev indragen i hörde insatsen av svenska trupper i Norge vid krigets slutskede, aktionen Rädda Norge. Under hans ledning gjorde skolan omfattande beräkningar på behov av bromaterial för övergång av älven Glomma.”
År 1946 befordrades Knutsson till major och 1951 till överstelöjtnant, varpå han tjänstgjorde vid Ingenjöravdelningen i Arméstaben 1951–1954. Åren 1954–1967 var han chef för Fältarbetsbyrån i Fordonsavdelningen i Armétygförvaltningen (1964 namnändrad till Arméförvaltningen), befordrad till överste 1955 och från 1963 som överingenjör. Han inträdde i reserven 1967.
Stig Knutson invaldes 1948 som ledamot av Kungliga Krigsvetenskapsakademien.

## Utmärkelser
- Riddare av Svärdsorden, 1947.[11]
- Kommendör av Svärdsorden, 6 juni 1962.[12]
- Kommendör av första klass av Svärdsorden, 4 juni 1965.[13]